# Smiotanka
Smiotanka (biał. Смётанка; ros. Смётанка, Smiotanka; pol. hist. Śmietanka) – wieś na Białorusi, w obwodzie witebskim, w rejonie orszańskim, w sielsowiecie Zubawa, nad Dnieprem. 

## Historia
W XIX i w początkach XX w. wieś i folwark dóbr Lewki, od 1873 należący do Czaczkowych. Położona była wówczas w Rosji, w guberni mohylewskiej, w powiecie horeckim. Następnie w granicach Związku Sowieckiego. Od 1991 w niepodległej Białorusi.